# Gymnema piperi
Gymnema piperi är en oleanderväxtart som beskrevs av Rudolf Schlechter. Gymnema piperi ingår i släktet Gymnema och familjen oleanderväxter. Inga underarter finns listade i Catalogue of Life.